# الغرر في فضائل عمر
الغرر في فضائل عمر هو كتاب في ذكر فضائل عمر بن الخطاب، ألفه الحافظ جلال الدين السيوطي (849 هـ - 911 هـ)، ذكر فيه المؤلف أربعين حديثاً عن الرسول في ذكر عمر بن الخطاب.

## مقدمة المؤلف
قال الحافظ جلال الدين السيوطي في مقدمة الغرر في فضائل عمر:
| الغرر في فضائل عمر | الحمد لله الذي شرف مقدار من أراد من العباد، وأشهد الا اله الا الله المالك للإشقاء والإسعاد, وأشهد أن محمد عبده ورسوله من قام بسبيل الرشاد, وعلى آله وصحبه الأئمة الأمجاد. وبعد فهذا كتاب لقبته الغرر في فضائل عمر, أودعته أربعين حديثا معزوة لمخرجيها, متبعة بيان غريب ألفاظها ومشكل ما فيها, والله أسأل ان ينفع بها آمين | الغرر في فضائل عمر |